# Gerino Gerini
Gerino Gerini, italijanski dirkač Formule 1, * 10. avgust 1928, Rim, Italija, † 17. april 2013.
Debitiral je na prvi dirki sezone 1956 za Veliko nagrado Argentine, kjer sta skupaj s Chicom Landijem osvojila četrto mesto, kar je Gerinijeva najboljša uvrstitev v karieri. V tej sezoni je nastopil še na eni, v naslednji sezoni 1957 pa še na petih dirkah, toda ni se mu več uspelo uvrstiti med dobitnike točk, po sezoni 1952 pa se je upokojil kot dirkač Formule 1.

## Popolni rezultati Formule 1
(legenda) (odebeljene dirke pomenijo najboljši štartni položaj, poševne pa najhitrejši krog, †-uvrščen kljub odstopu)
| Leto | Moštvo                    | Šasija        | Motor               | 1       | 2       | 3   | 4   | 5   | 6     | 7      | 8      | 9   | 10      | 11     | Prv | Toč |
| ---- | ------------------------- | ------------- | ------------------- | ------- | ------- | --- | --- | --- | ----- | ------ | ------ | --- | ------- | ------ | --- | --- |
| 1956 | Officine Alfieri Maserati | Maserati 250F | Maserati Straight-6 | ARG 4 * |         |     |     |     |       |        |        |     |         |        | 25. | 1.5 |
| 1956 | Scuderia Guastalla        | Maserati 250F | Maserati Straight-6 |         | MON     | 500 | BEL | FRA | VB    | NEM    | ITA 10 |     |         |        | 25. | 1.5 |
| 1958 | Scuderia Centro Sud       | Maserati 250F | Maserati Straight-6 | ARG     | MON DNQ | NIZ | 500 | BEL | FRA 9 | VB Ret | NEM    | POR | ITA Ret | MAR 12 | NC  | 0   |